# Arnold (Misuri)
Arnold es una ciudad ubicada en el condado de Jefferson en el estado estadounidense de Misuri. En el Censo de 2010 tenía una población de 20808 habitantes y una densidad poblacional de 672,64 personas por km².

## Geografía
Arnold se encuentra ubicada en las coordenadas 38°25′34″N 90°22′10″O / 38.42611, -90.36944. Según la Oficina del Censo de los Estados Unidos, Arnold tiene una superficie total de 30.93 km², de la cual 30 km² corresponden a tierra firme y (3.02%) 0.93 km² es agua.

## Demografía
Según el censo de 2010, había 20808 personas residiendo en Arnold. La densidad de población era de 672,64 hab./km². De los 20808 habitantes, Arnold estaba compuesto por el 96.34% blancos, el 0.56% eran afroamericanos, el 0.23% eran amerindios, el 0.89% eran asiáticos, el 0.02% eran isleños del Pacífico, el 0.62% eran de otras razas y el 1.35% pertenecían a dos o más razas. Del total de la población el 2.19% eran hispanos o latinos de cualquier raza.